# Komsomoleț T-20
Komsomoleț T-20 a fost un tractor blindat folosit de Uniunea Sovietică în cel de-al Doilea Război Mondial. Denumirea oficială a acestui vehicul în inventarul Armatei Roșii era Bronirovannîi gusenicinîi tiagaci Komsomoleț (în rusă rusă: tractor blindat cu șenile Komsomoleț T-20).

## Descriere

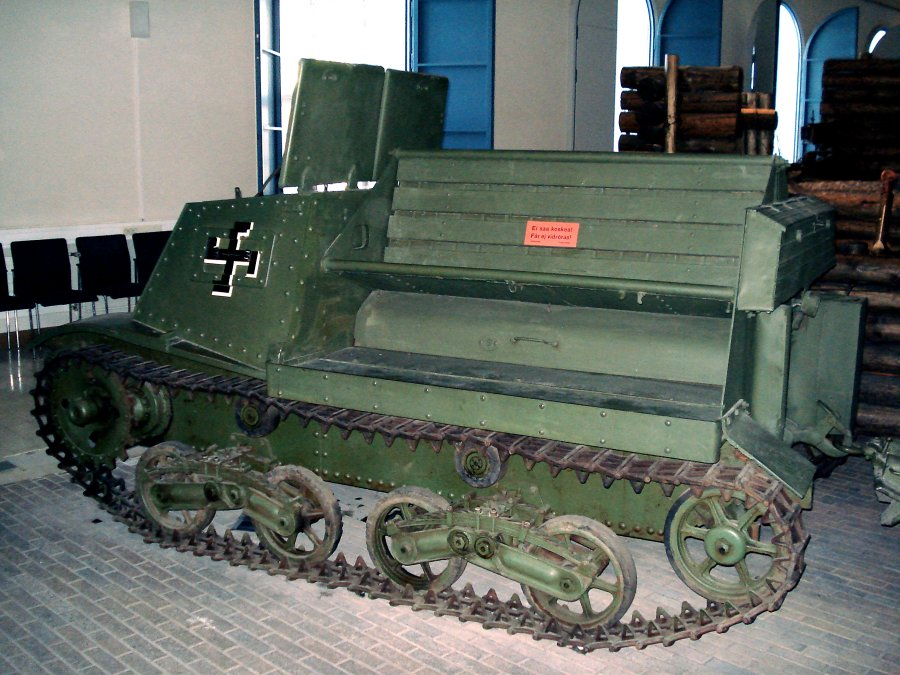
Komsomoleţ T-20 folosit de Finlanda

Komsomoleț T-20 a fost proiectat în 1936 la fabrica nr. 37 Ordjonikidze din Moscova, Uniunea Sovietică, pentru a tracta piese de artilerie mici, precum tunul antitanc de 45 mm sau mortierul de calibru 120 mm. Tractorul era capabil să remorcheze piesa de artilerie, o cantitate mică de muniție (transportată de obicei într-un cheson) și șase soldați. Uneori, două chesoane erau tractate pentru a transporta mai multă muniție.
Compartimentul din față, unde se aflau mecanicul conductor și comandantul, era complet blindat. Comandantul se ocupa și de manevrarea mitralierei Degtiariov cu calibrul de 7,62 mm. În compartimentul din spate se aflau cei șase tunari care se ocupau de piesa de artilerie. Aceștia erau poziționați pe băncuțe de câte trei persoane orientate spre exterior, fiind expuși schijelor și gloanțelor. Cei șase artileriști erau protejați în caz de vreme rea de o prelată din pânză.
Komsomoleț T-20 a fost fabricat de fabrica nr. 37 din Moscova, fabrica STZ (Stalingradski traktornîi zavod, în traducere: fabrica de tractoare din Stalingrad) și fabrica GAZ (Gorkovski Avtomobilnîi Zavod, în traducere: fabrica de automobile Gorki din Nijni Novgorod). Au fost fabricate 4401 de tractoare blindate Komsomoleț între anii 1937 și 1941.

## Utilizare
Komsomoleț a fost folosit pentru prima oară de Armata Roșie în „războiului de iarnă” sovieto-finlandez din 1939-1940.
Deși T-20 a fost proiectat pentru tracțiunea pieselor de artilerie, câteva au fost folosite ca tanchete în vara anului 1941. La începutul anului 1943, în inventarul Armatei Roșii mai erau 1048 de tractoare Komsomoleț. Finlanda a folosit până în 1961 tractoare T-20 capturate. T-20 capturate au folosit și armata germană și cea română. 

## Utilizare în România
În 1943, armata română a decis să recondiționeze 34 de tractoare Komsomoleț T-20 la fabrica Rogifer (denumită anterior Malaxa). Denumirea oficială era Șenileta Ford rusesc de captură. Motorul acestor tractoare blindate era fabricat sub licență Ford. Întrucât la București exista Fabrica de autocamioane Ford, mentenanța și recondiționarea au fost relativ simple. Șeniletele au fost dotate cu un cârlig de remorcare pentru a tracta tunul anticar german de calibru 50 mm PaK 38. Tractoarele blindate au fost distribuite astfel: câte 12 bucăți au fost trimise diviziilor 5 și 14 de Infanterie, șase au fost livrate Regimentului 2 Care de Luptă și patru au fost trimise diviziei 5 de Cavalerie în luna august a anului 1944. Toate vehiculele au fost pierdute pe frontul din Moldova în vara anului 1944 sau confiscate de sovietici după 23 august 1944.

## Variante
A existat o singură modificare notabilă, vânătorul de tancuri ZiS-30. Acesta a fost proiectat în luna august a anului 1941 de Vasili Grabin la fabrica nr. 92 Gorki. Practic, pe șasiul tractorului Komsomoleț T-20, era montat un tun antitanc de calibru 57 mm tip ZiS-2. Au fost fabricate aproximativ o sută de autotunuri ZiS-30.